# ABC Signature
ABC Signature, tidigare ABC Studios och Touchstone Television, är ett amerikanskt TV-produktionsbolag, som idag huvudsakligen producerar program för ABC. Förutom drama- och komediserier finns även reality-TV, talkshows, TV-filmer och miniserier i produktionen.
ABC Signature ingår i Walt Disney Company, tillsammans med bland annat moderföretaget Touchstone Pictures.

## Bolagets namnbyten
- ABC Circle Films (1960- och 1980-talet, en division till American Broadcasting Companies)
- Touchstone Television (1985–november 2006, en del av Walt Disney Pictures och Television)
- Touchstone Television Productions, LLC (november 2006–8 februari 2007)
- ABC Television Studio (februari–maj 2007)
- ABC Studios (maj 2007–augusti 2020)
- ABC Signature (augusti 2020– )

## Historik

### 1980-talet
Bolaget bildades 1985 i samband med Disneykoncernens satsning på andra målgrupper än bara barn och familjer. Under sina första år gjorde man ett flertal försök i sitcomgenren. Majoriteten avslutades dock snabbt, och få serier överlevde sitt första år. Få eller inga av dessa serier har nått Sverige. Det stora undantaget är dock Pantertanter (The Golden Girls), som inte bara var bolagets första serie, utan också än idag en av dess mest framgångsrika, som åtnjöt stor uppskattning från såväl tittare som kritiker. 1988 fick serien en spinoff, Härlige Harry (The Empty Nest), som även den hör till Touchstones mer framgångsrika serier. Pantertanters andra spinoffserie, Golden Palace (The Golden Palace), lades dock ner redan efter första säsongen. En fjärde serie Nurses, en avknoppning från Härlige Harry, hade även den hyfsad framgång i USA under åren 1991–1994, men har inte visats på svensk TV.

### 1990-talet
Under 1990-talet lyckades ett mindre antal Touchstoneserier klara sig relativt bra i konkurrensen. Det gäller framför allt Blossom, Ellen, Unhappily ever after, och Jim Hensons Dinosaurier. Framför allt så dominerades bolagets produktion under 1900-talets sista decennium dock av två serier: Tummen mitt i handen (Home Improvement), som, trots många kritikers skepsis, slog Pantertanters tidigare rekord med en säsong och än idag är den av bolagets serier som producerats längst, samt Här är ditt liv, Cory (Boy Meets World).

#### Dramaserier
Redan 1989 hade man gjort sitt första försök med en serie i entimmesformat, en science fiction-serie som dock bara överlevde i några avsnitt. Efter ytterligare ett par misslyckade försök hade Mannen som försvann (Nowhere Man), en dramaserie med science fiction-inslag, premiär 1995. Serien, som lanserades relativt hårt, bland annat med ett långfilmslångt premiäravsnitt, var bolaget dittills mest påkostade serie, men trots en vänligt sinnad kritikerkår, och en inte obetydlig skara fans, lades serien ned efter en säsong. Mot slutet av decenniet lyckades man dock bättre med de mer verklighetsnära dramaserierna Felicity, Once and Again och Popular. Speciellt den sistnämnda, som hade vissa svårigheter att slå igenom i hemlandet, rönte stor framgång i övriga världen - inte minst i Sverige.

### 2000-talet
1996 hade Disney köpt upp TV-bolaget ABC och delvis genom samarbete med dem lyckades Touchstone under 2000-talet höja kvalitén rejält på sina produktioner. Under de senaste åren har man producerat flera kritiker- och tittarrosade dramaserier som Lost, Alias, Desperate Housewives och Grey's Anatomy, och dito komediserier som Scrubs, Monk och Hope & Faith, liksom även mer traditionella, men uppskattade, sitcoms som Jims värld, Inte helt perfekt och 8 Simple Rules. Dessutom står man bakom ett mindre antal smalare TV-serier som trots goda recensioner inte lyckats slå helt igenom bland tittarna. Bland dessa kan framför allt nämnas Commander in Chief, men även Kevin Hill. Hösten 2001 hade dessutom bolagets första serie inom genren reality-TV premiär, The Amazing Race, och två år senare, 2003, startade pratprogrammet Jimmy Kimmel Live.

## Produktioner (urval)

### Nuvarande dramaproduktioner
Serier som har visats i amerikansk TV, med svensk kanal angiven i de fall då serien har visats i Sverige. (Serier som har gått ur produktion men ännu ej visats i sin helhet är markerade med *.)
| Serie                     | År        | Svensk kanal | Anmärkning |
| ------------------------- | --------- | ------------ | --- |
| Brothers & Sisters        | 2006–2011 | Kanal 5      | - |
| Criminal Minds            | 2005–     | Kanal 5      | - |
| Crumbs *                  | 2006      | -            | - |
| CSI: Miami                | 2002–2012 | Kanal 5      | Producerad av Alliance Atlantice Productions, CBS Productions, The American Travelers och Jerry Bruckheimer Television i samarbete med Touchstone Television. |
| Day Break                 | 2006–     | Kanal 5      | - |
| Desperate Housewives      | 2004–2012 | Kanal 5      | - |
| FlashForward              | 2009–2010 | TV4          | - |
| Ghost Whisperer           | 2005–2010 | TV4          | - |
| Grey's Anatomy            | 2005–     | Kanal 5      | - |
| Jims värld                | 2001–2009 | TV3          | - |
| The Knights of Prosperity | 2006–     | -            | - |
| Lost                      | 2004–2010 | TV4          | - |
| Monk                      | 2002–2009 | Canal+       | Producerad av Mandeville Films i samarbete med Touchstone Television                                                                                          |
| Scrubs                    | 2001–2010 | TV3/TV6      | - |
| Six Degrees               | 2006–     | -            | - |
| Ugly Betty                | 2006–2010 | Kanal 5      | - |
| What About Brian          | 2006–2007 | Kanal 5      | - |

### Urval av nedlagda TV-serier
Serier som ännu inte visats i sin helhet i Sverige är markerade med *.
| Serie                 | År        | Svensk kanal        |
| --------------------- | --------- | ------------------- |
| 8 Simple Rules        | 2002–2005 | TV3                 |
| Alias                 | 2001–2006 | TV4                 |
| Blossom               | 1991–1995 | SVT, TV4            |
| Commander in Chief    | 2005–2006 | TV4                 |
| Dinosaurier           | 1991–1994 | SVT                 |
| Felicity              | 1998–2002 | TV3                 |
| Hope & Faith          | 2003–2006 | TV4                 |
| Här är ditt liv, Cory | 1993–2000 | TV3, Disney Channel |
| Härlige Harry         | 1988–1995 | SVT                 |
| In Justice *          | 2006      | -                   |
| Inte helt perfekt     | 2002–2006 | TV4                 |
| Kevin Hill            | 2004–2005 | Kanal 5             |
| Mannen som försvann   | 1995–1996 | SVT                 |
| Once and Again        | 1999–2001 | TV4                 |
| Pantertanter          | 1985–1992 | TV3                 |
| Popular               | 1999–2001 | Kanal 5             |
| Rodney *              | 2004–2006 | -                   |
| Tummen mitt i handen  | 1991–1999 | TV3                 |
| Unhappily ever after  | 1995–1999 | TV3                 |